# Anders Backman

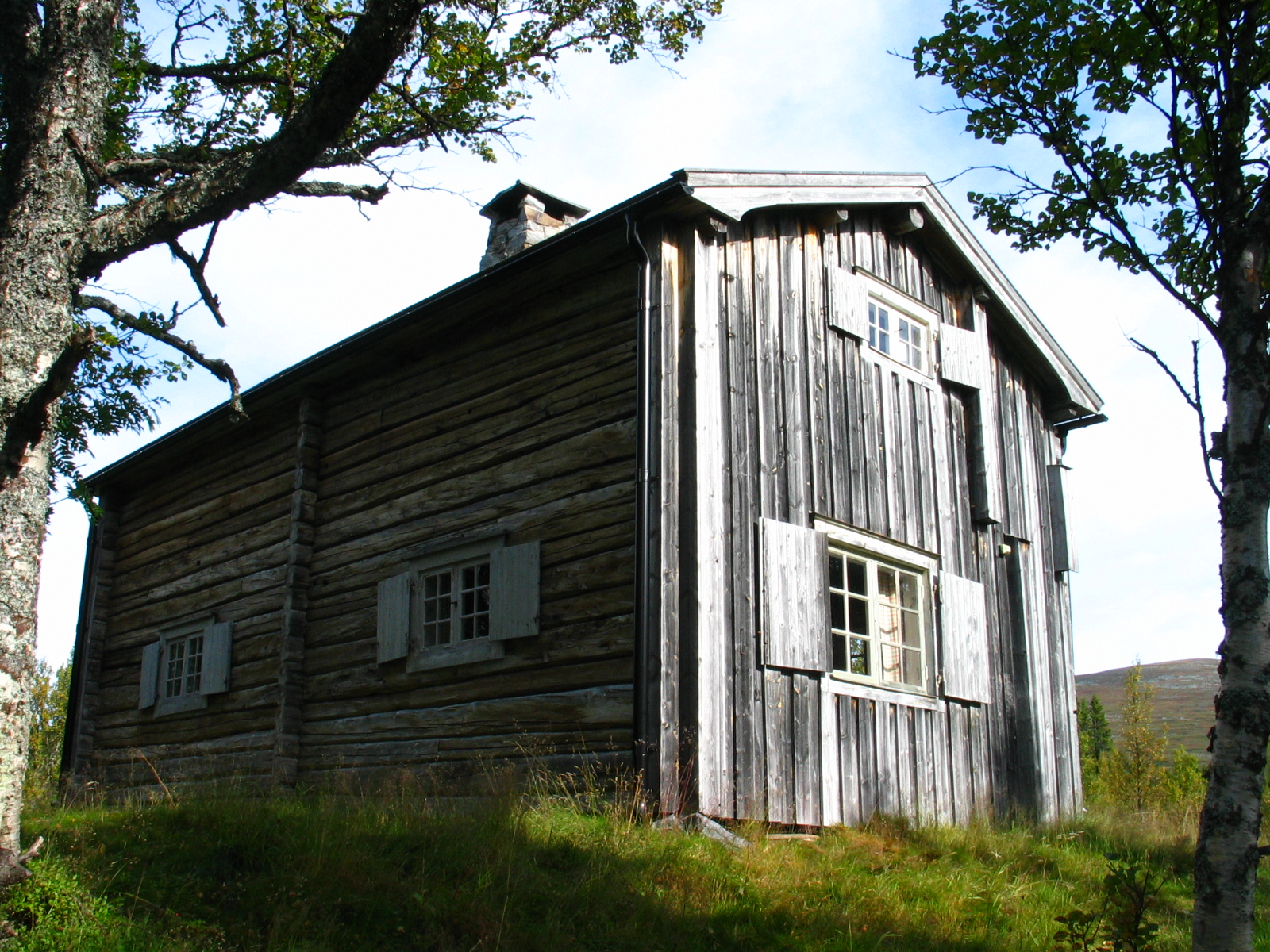
Anders Backmans stuga i Arådalen.

Anders Backman, född 22 juni 1858  i Önsta, Ovikens socken, Jämtland, död 15 december 1922 i Kövra, Myssjö socken, Jämtland, var en svensk författare som skrev på bland annat jämtska. Pseudonym: Anders Jämte.

## Biografi
Anders Backman var son till torparen Olof och Kerstin Backman. Han utbildade sig till folkskollärare och hade först en tjänst i Myssjö socken från 1875 men bosatte sig sedan i Kövra. När han ett tiotal år senare anslöt sig till en baptistförsamling fråntog myndigheterna honom lärartjänsten och han verkade sedan på heltid som predikant i församlingen.
Backman skrev flera böcker, bland annat Jämtmålsberättelser som utkom år 1892. Upplevelser från hans tid som evangelist i trakterna omkring Ljusnedal ligger bakom boken Ljusnedals-Jakko, som handlar om en sameynglings sorgliga öde under den då hårda striden mellan renskötande samer och främst bruksägaren William Farup på Ljusnedals bruk. Boken uppmärksammades även internationellt, och översattes till flera språk som ett inlägg i frågan om behandlingen av urbefolkningar.
Tillsammans med en annan pionjär för skriven jämtska, Erik "Äcke" Olsson, startade han årsskriften Jämten år 1906. Den utges fortfarande, av Jamtli – Jämtlands läns museum.  År 1919 överlämnade Backman sin ordlista över myssjömålet till Carolina Rediviva i Uppsala.

### Redaktör
- Jämtmålsberättelser : samlade och utg. / af Anders Jämte. Östersund. 1892. Libris 2546069
- Jämten : litterär kalender för natur och folklif förr och nu i Jämtland och Härjedalen. 1-6. Östersund: Wisénska bokhandelns förlag. 1906-1912. Libris 8261777 - Årgång 1-6 tillsammans med Erik Olsson.